# 桜井青
桜井 青（さくらい あお、1971年6月28日 - ） は、日本のミュージシャン、アーティスト、デザイナー。インディーズ・レーベル密室ノイローゼ及びグッズ製作会社桜井商店代表取締役。
茨城県石岡市出身。建築系専門学校を卒業後、東京デザイン専門学校に入学。デザイナーとしても活動しており、近年は「ロケットマンブルース（RMB）」名義でデザイナー活動を行い、自身のリリース作品のジャケットデザインも手がけている。また2015年5月1日に数人のスタッフと共にライブグッズ製作会社「桜井商店」を設立。
レーベル密室ノイローゼおよびヴィジュアル系ロックバンドcali≠gariの創始者である。1990年代前半から2003年の無期限活動休止まで、拡散・多様化を極めるシーンの中をcali≠gariをメインソングライター兼リーダーとして牽引した。
その後、lab.、FIGURE'71などでバンド形式、ソロでライヴ活動をするかたわら、デザイナーとしても活動を続けている。

## 人物
身長176cm、靴のサイズ27cm。趣味は男観察、フライヤー収集など。
ギターを弾き始めた理由は「夜のヒットスタジオ DELUXE」に髪を逆立て黒ずくめでのメイクで出演したUP-BEATの「NO SIDE ACTION」を聴いたのきっかけにギターに目覚めたという。ギタリストとして影響受けているのはUP-BEATのメンバー岩永凡にギターを弾くきっかけ及び“存在”としても影響を受けており、またBUCK-TICKからも今井寿に関しては弾いているが弾いていないギタリストとしてのスタイルに影響を受け、桜井曰く「こんな生き物がこの世にいるのかと思った」と述べている。この他には邦楽アーティストの場合、Velvet EndroitのSHOUZI、PERSONZの本田毅、JUSTY-NASTYの辻剛、Rittzの友森昭一、布袋寅泰。洋楽アーティストになるとザ・フィックスのジェイミー・ウエスト・オーラム、ザ・キュアーのロバート・スミスから影響受けているという。
自らゲイであることをカムアウトしている。ただし物心ついた時から何となくカムアウト状態で過ごしているので、明確なカムアウトはしていない模様。女装している際は「桜井青江(さくらいあおえ)」というキャラクターを演じている。初登場作品であるcali≠gariのアルバム『第5実験室』収録のドラマ「せんちめんたる」ではアナウンサー「東海林青江」として登場したが、メジャーデビュー作『第7実験室予告版〜マグロ〜』収録のドラマ「マグロ」にて現在の名前に改名。2009年、cali≠gariが消費期限付きで復活した際にリリースしたアルバム『10』では「SMH≠CD（Sadism and Masochism and Hentai CD）」という架空の高音質CDのイメージキャラクターに抜擢され、タワーレコードなど一部のCDショップなどで『10』の購入者対象特典で青江のプロマイド写真が配布される。
現在は、桜井青江名義でヴィジュアル系専門フリーペーパー「Gab.」にてコラム「桜井青江責任編集　黒い名盤解放地帯」を連載。ルーツである80年代邦楽やニューウェイヴはもとより、フォーク・ニューミュージック、ファンク、オルタナティヴ・ロックなど、自身の幅広い趣味を披瀝している。
好きな男性のタイプは桜井速人（cali≠gariのライヴにメッセージビデオで登場したこともある）。またライブMCにて「年下に蹂躙されたい」とも語っている。

## 略歴
- 1989年、青と克弥により活動を開始。
- 1993年6月、紅澪樹、圭児加入に伴い、活動バンド名をcali+gariに決定。
- 1995年6月、cali+gari活動休止。休止中は克弥とカシミヤで活動。
- 1996年4月、秀児、光雄加入に伴い、バンド名をcali≠gariに変更し活動再開。以降、メンバーチェンジを重ねつつもカルトな人気を呼ぶ。
- 2000年6月、秀児失踪 (脱退) 、石井秀仁加入により第7期cali≠gariに突入。その際、名義を青から桜井青に変更。
- 2002年4月、cali≠gariがシングル『第7実験室予告版～マグロ～』でメジャーデビュー。
- 2003年6月、ツアー最終日をもって第7期cali≠gariが無期限活動停止。
- 2003年7月、新宿ロフトプラスワンにて関東ヴィジュアル系研究委員会presents「ヴィジュアル系研究会」を開催。
- 2003年8月31日、MITSUKO LONDON名義でマキシシングル「湘南ブラックレインボウ」をライカエジンソンにて1000枚限定リリース。
- 2003年10月、懐古ヴィジュアル系バンド、lab.を結成。KUON名義で活動を開始する。
- 2005年9月14日、桜井アヲ名義で活動するFIGURE'71が1stマキシシングル「東京負け犬エレジー」リリース。
- 2006年2月1日、KUON名義で活動していたlab.をLAB. THE BASEMENTに改名。名義もKUONから桜井アヲに変更。
- 2007年6月6日リリースの後輩バンド「ムック」のベストアルバム『WORST OF MUCC』のデザインを担当。
- 2009年4月1日、cali≠gariが消費期限付きで復活。
- 2010年2月11日、cali≠gariが武道館ライブ「解体」をもって消費期限が切れ再び活動停止、6月26日、ヴィジュアル系バンド「メトロノーム」のコバヤシシャラクと「Plastic Tree」のササブチヒロシと共にヴィジュアル系バンドカッコーを結成。サクライアヲ名義で活動開始する。
- 2018年4月、メトロノームの小林写楽と桜井青で「ヘクトウ」を結成。

## 関連バンド
- cali≠gari
  - 石井秀仁
  - 村井研次郎
  - 武井誠
- LAB. THE BASEMENT